# René Yard
René Jean Francis Yard, född 3 mars 1914 i Rouen, död där 11 mars 1974, var en fransk-svensk målare, tecknare, dekoratör och reseledare. 
Han var son till författaren Francis Yard och Marthe Martel och 1941–1960 gift med Ulla Ingelsson. Yard studerade vid konstakademierna i Rouen och Paris samt vid en akademi i England. Bland hans offentliga arbeten märks ett par väggmålningar för AB Transmarin och AB Otto Hillerström i Helsingborg. Separat ställde han ut i Helsingborg, Ängelholm, Båstad och Malmö. Han medverkade i samlingsutställningar på Skånska konstsalongen och tillsammans med Folke Johansson ställde han ut på Killbergs konstsalong i Helsingborg. Efter 1960 ställde han huvudsakligen ut i Rouen och Paris. Hans konst består av porträtt och landskapsmålningar i en surrealistisk stil samt illustrationer för ett flertal barnböcker. Vid sidan av sitt eget skapande var han knuten till några franska tidningar som karikatyrtecknare.